# Corynorhinus
Corynorhinus é um gênero de morcegos da família Vespertilionidae.

## Espécies
- Corynorhinus mexicanus G. M. Allen, 1916
- Corynorhinus rafinesquii (Lesson, 1827)
- Corynorhinus townsendii (Cooper, 1837)